# Harder, Fatter + Louder!
Harder, Fatter + Louder! is een compilatiealbum van het Amerikaanse punklabel Fat Wreck Chords en is uitgegeven op 22 november 2010 (23 november in de Verenigde Staten). Het is tevens het zevende album uit de Fat Music-serie en kwam acht jaar na het laatste album uit dezelfde serie, Uncontrollable Fatulence, uit.

## Nummers
1. "For Better, for Worse" (van Guts N' Teeth) - Old Man Markley - 2:54
2. "The Calming Collection" (van Cavalcade) - The Flatliners - 1:52
3. "Brand New Lungs" (van Here, Under Protest) - Swingin' Utters - 2:40
4. "Why Must I Wait" (van Consentual Selections) - Mad Caddies - 4:02
5. "Greenwood" (van Collapser) - Banner Pilot - 3:11
6. "Heads of State" (van Got Your Back) - Pour Habit - 3:36
7. "X" (van African Elephants) - Dead to Me - 2:48
8. "Skate or Die" (van They Came from the Shadows) - Teenage Bottlerocket - 1:51
9. "Hot Sand" (van Bringing the War Home) - Cobra Skulls - 2:21
10. "Via Munich" (van 12 Song Program) - Tony Sly - 1:54
11. "Sinatra After Dark" (van Icons) - None More Black - 4:00
12. "Miso Ramen" (van Safeways Here We Come) - Chixdiggit - 3:20
13. "Holy Shit!" (demo versie, van Total Clarity) - Against Me! - 2:11
14. "Fermented and Flailing" (van Cokie the Clown) - NOFX - 2:40
15. "Integrity" (van The Speakeasy) - Smoke or Fire - 2:16
16. "The Fever and the Sound" (van Agents of the Underground) - Strung Out - 3:39
17. "Demons" (van Buttsweat and Tears) - The Lawrence Arms - 2:12
18. "Tear the Place Apart" (van Dear Friends and Gentle Hearts) - American Steel - 2:49
19. "Lame Duck Arsenal" (van Good Riddance / Ill Repute) - Good Riddance - 2:15
20. "Dream Police" (cover van Cheap Trick) - No Use for a Name - 2:59
21. "Scots Wha' Ha'e" (live, van Shine Not Burn) - The Real McKenzies - 2:40
22. "A Jingle for the Product" (van Civil War) - Dillinger Four - 3:34